# Ponna
Ponna là một đô thị ở tỉnh Como trong vùng Lombardia, có cự ly khoảng 60 km về phía bắc của Milano và khoảng 20 km về phía bắc của Como. Tại thời điểm ngày 31 tháng 12 năm 2004, đô thị này có dân số 264 người và diện tích là 6,0 km².
Ponna giáp các đô thị: Claino con Osteno, Colonno, Laino, Ossuccio, Porlezza, Sala Comacina.